# Kostel svatého Michaela archanděla (Vítochov)
Římskokatolický kostel svatého Michaela archanděla, který se nachází na kopci nad Vítochovem v nadmořské výšce 626 m, patří mezi nejstarší kostely na Moravě. V současné době patří do farnosti Bystřice nad Pernštejnem ve žďárském děkanství brněnské diecéze a bohoslužby se v něm konají jen příležitostně. Kostel je chráněn jako kulturní památka České republiky.

## Popis
Kostel je postaven z lomového kamene vyspárovaného vápennou maltou a působí dojmem tvrze. Je obklopen hřbitovem obehnaným kamennou zdí s márnicí. Přístup na hřbitov je dvěma branami, od „Vítochova“ a od „Písečného“. Kostel je orientovaná svatyně, kterou tvoří téměř čtvercový presbytář s valenou klenbou a mírně obdélná loď s trámovým stropem. Na jižní straně lodi je přistavěna věž, která, jak lze vidět, je stavěna natřikrát. Na věži jsou dva zvony, oba s nápisy. Větší s nápisem „Tento gest zwon duelan kecty kwale tut obci 1535“ a menší asi z 15. století s nápisem „lit k czti a chwale panu bohu a panny Marige a swatemu Waczlawu“. Na severní straně presbytáře se nachází sakristie, která byla přistavěna dodatečně a je přístupná z presbytáře. Vchod z presbytáře byl pravděpodobně probouraný až dodatečně v místě tzv. sedile. Propojení mezi presbytářem a lodí je gotickým lomeným obloukem.
Kostel byl do roku 1949 omítnutý místy i trojnásobnou vrstvou omítky pokrytou sgrafitem. Do roku 1906 měl kostel střechu pokrytou šindelem, který pravděpodobně nahradil došky. V roce 1906 byl šindel nahrazen pozinkovaným plechem. K další výměně střechy došlo v létě 1979, kdy byl kostel pokryt měděným plechem.
Vchody do kostela jsou tři. Hlavní vchod je ze západu, další je pod věží. Sakristie kromě vchodu z presbytáře má svůj vlastní vchod ze hřbitova. Věž má vchod z kruchty.

## Historie
Kostel byl postaven asi kolem poloviny 13. století, avšak přesný rok výstavby není znám, protože rok 1238, který se podařilo zjistit ze středověkých listin, je podvrhem. Původně byl zamýšlen jako farní pro okolní obce, ale podle některých pramenů jím byl jen krátce, podle jiných farním kostelem nikdy nebyl. Sakristie byla postavena asi v roce 1740. Rok lze určit podle dendrochronologického průzkumu krovů. Původní trámový strop z roku 1661 byl při celkové opravě v letech 1967 až 1969 nahrazen novým, pouze jeden trám původního stropu se podařilo zachránit a je na něm letopočet 1661. V lodi je dřevěná kruchta postavená v roce 1969, která nahradila starou, pocházející z roku 1783.

## Archeologický výzkum
Podle amatérského archeologického výzkumu, který probíhal v letech 1967 až 1969, se podařilo zjistit, že v místech dnešního kostela bývalo pohanské pohřebiště. Při hledání základů apsidy byly nalezeny v pravém rohu pod základy tři kostry uložené asi po 10 centimetrech nad sebou. Pod podlahou kostela se podařilo nalézt několik desítek lidských koster, které pocházejí z dob, kdy se v kostelech pohřbívalo. Při odkrývání byly nalezeny pod šachovnicovou černo-bílou dlažbou další dvě vrstvy cihlové dlažby. Obě značně opotřebované a měly velikost 20 krát 20 cm a 20 krát 26 cm. Okolo oltáře bylo nalezeno, kromě množství různých kostí a střepů, 10 celých koster, jedna, asi mužská, měřila 210 centimetrů. Všechny byly zásadně položeny hlavou k východu a ctily základy kostela. V lodi bylo nalezeno 40 koster, které jsou dnes uloženy v hrobce pod vítězným obloukem přikrytým náhrobním kamenem s vytesaným mečem.

## Výzdoba

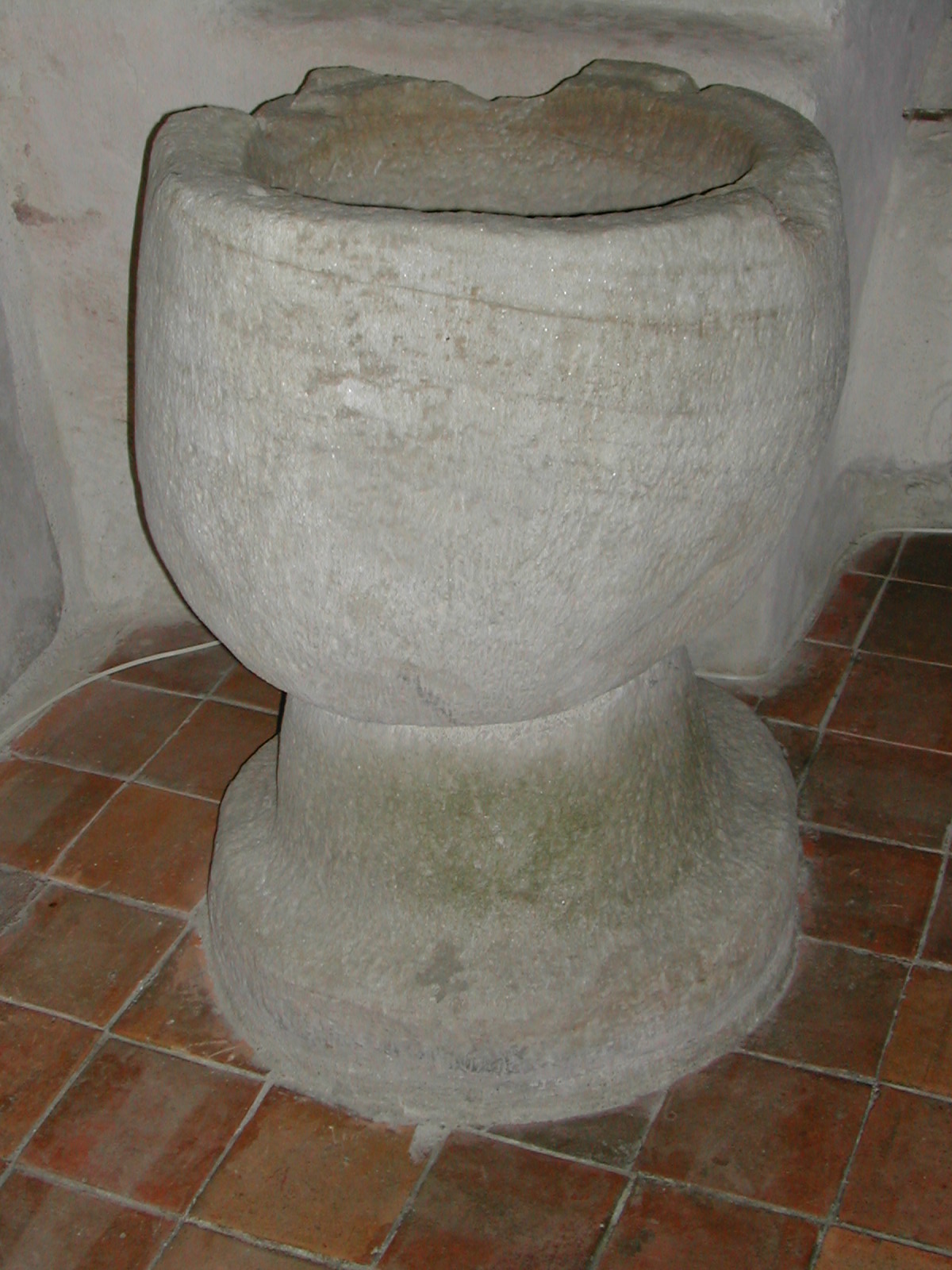
Křtitelnice

Mezi nejvýznamnější památky v kostele patří fresky, románská křtitelnice a náhrobní kameny. Fresky jsou ve třech řadách. Nahoře na klenbě je vyobrazen v kruzích Kristus vševládnoucí a čtyři znaky evangelistů (člověk, lev, býk a orel). Dále vyobrazení Kristových pašijí, poslední soud, Nanebevstoupení Páně, Panna Maria ochranitelka a sv. Michael. Asi za husitských válek byly malby zaomítány. Vnitřní výmalba kostela se lišila podle doby, ve které se upravoval. V roce 1949 byly fresky objeveny a restaurovány. Restaurování provedli bratři Polákové z Brna. Fresky jsou po celém kostele, ale pro velmi špatný stav se v lodi neodkrývaly. Další restaurování proběhlo v průběhu celkové opravy kostela v letech 1967 až 1969.
K dalším památkám patří románská křtitelnice dnes umístěná v presbytáři. Pochází asi z poloviny 13. století a pravděpodobně byla přenesena z bystřického kostela. Křtitelnice je vytesána z tzv. nedvědického mramoru. Má podobu kalicha. Umístění křtitelnice se v průběhu staletí měnilo, například v roce 1662 je připomínána uprostřed kostela, v roce 1912 v síňce pod věží. Náhrobní kameny pocházejí asi z doby renesance. Dnes jsou umístěny ve stěnách presbytáře a v síni pod věží kromě jednoho, který je umístěn v podlaze pod vítězným obloukem. Tam jsou pohřbeny pozůstatky předků nalezené při amatérském archeologickém průzkumu. Popis umístění náhrobních kamenů ze začátku 20. století lze najít v knize J. Votavy.

## Legendy
Ke kostelu se váže celá řada legend, z nichž asi nejvýznamnější je o sv. Metoději.
Na své cestě do Čech zastavil se svatý Metoděj na hrádku na Dětochově a vyučil Dětocha a jeho družinu víře Kristově. Kázal vystavět svatyni a slíbil, že se na zpáteční cestě u něho zastaví, svatyni vysvětí a zanechá tu kněze. Se stavbou měl prý Dětoch nemalé potíže. Začal stavět na několika místech, ale vždy nějaká nehoda způsobila, že vyhledal jiné místo ke stavbě. Když se nikde nevedlo lépe, poradil mu kdosi, aby zasadil na několika okolních vrších borovice kořeny vzhůru a kde se ujmou a porostou, tam aby kostel postavil. Stalo se. A hle! Na kopečku, kde stála socha pohanského boha, se kořeny zazelenaly. Podivil se Dětoch této náhodě, či divu! Povalil pohanskou modlu a jal se stavět na tom místě křesťanskou svatyni a šťastně dílo dokončil. Když se pak sv. Metoděj vracel z Čech, posvětil kapli Dětochovu a na jejím kamenném, velmi primitivním oltáři konal první oběť mše svaté.

## Zajímavosti

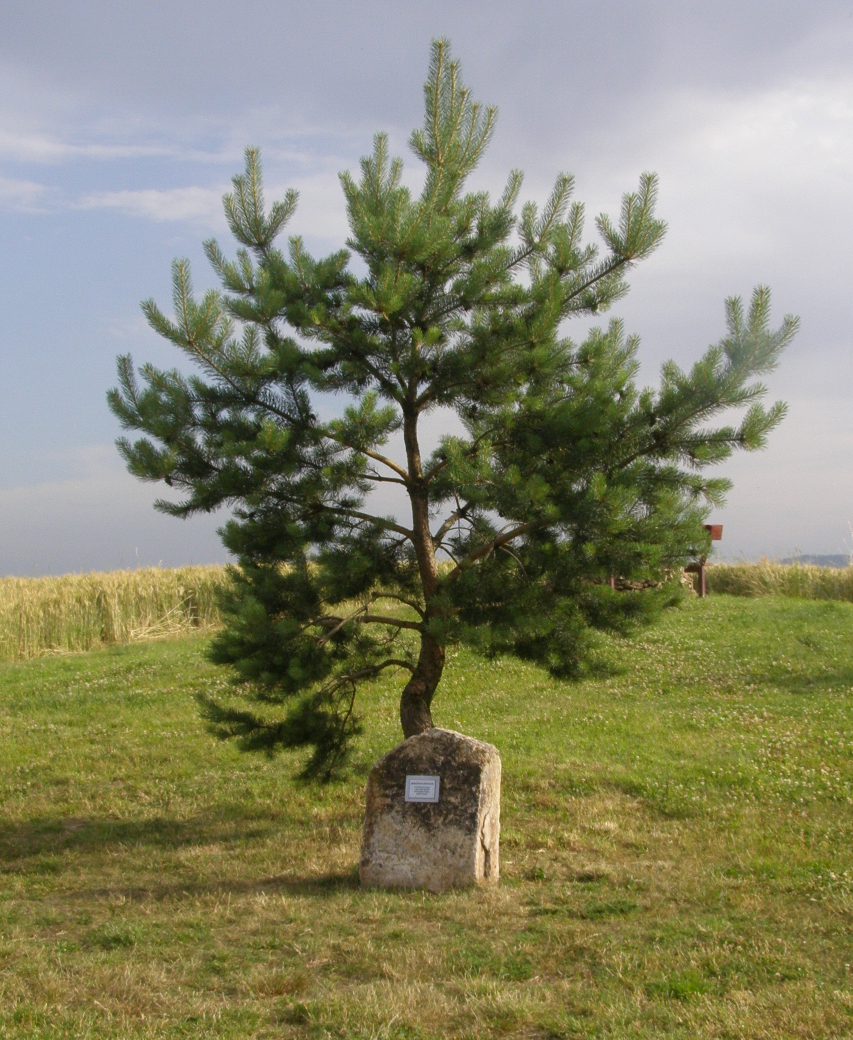
Munzarova borovice

- Přímo u kostela je na palouku vysazena památná borovice, kterou 21. 5. 2002[3] osobně zasadil herec Luděk Munzar během natáčení televizního cyklu Paměť stromů.
- U kostela se natáčel videoklip písně Mrtví od Jiřího Pavlicy z alba O slunovratu